# Heinrich Gerhard Lentz
Heinrich Gerhard Lentz (Colònia, 1764 – Varsòvia, 1839) fou un pianista i compositor alemany.
El seu pare fou un distingit organista que li donà lliçons de piano i orgue; animat pels aplaudiments dels seus compatriotes, marxà a París el 1784, on fou favorablement acollit per les seves execucions i composicions per a piano, violí i violoncel, especialment per dos trios publicats el 1790, imitant al gran Haydn. Al cap de dos anys es traslladà a Londres, ciutat en la qual donà a conèixer en els concerts de Salomon uns preludis per a piano (1794), dues sonates per a piano, flauta i violoncel i una per a piano i violí (1795); però com que no va poder les seves esperances de fortuna, aquest mateix any marxà a Hamburg, en dels quals concerts feu executar sis cançons alemanyes amb acompanyament de piano.
A últims de 1795 entrà al servei del príncep Lluís Ferran de Prússia, i el 1802, després d'una curta estada a Halle i a Lemberg, s'establí a Varsòvia, on fundà una fàbrica de pianos, es dedicà a l'ensenyança particular i fou professor del Conservatori de Varsòvia (1826-1831).
A més de les citades composicions, compongué diversos aires i trios que aconseguiren força èxit. La seva primera esposa, deixebla de Kaminski, també fou una notable pianista, component algunes peces lleugeres per a cant i piano.